# Xylocopa tesselata
Xylocopa tesselata là một loài Hymenoptera trong họ Apidae. Loài này được Maa mô tả khoa học năm 1970.